# Яновець (Нижньосілезьке воєводство)
Яновець (пол. Janowiec) — село в Польщі, у гміні Бардо Зомбковицького повіту Нижньосілезького воєводства.
Населення — 125 осіб (2011).
У 1975-1998 роках село належало до Валбжиського воєводства.

## Демографія
Демографічна структура станом на 31 березня 2011 року:
|          | Загалом | Допрацездатний вік | Працездатний вік | Постпрацездатний вік |
| -------- | ------- | ------------------ | ---------------- | -------------------- |
| Чоловіки | 59      | 12                 | 42               | 5                    |
| Жінки    | 66      | 11                 | 37               | 18                   |
| Разом    | 125     | 23                 | 79               | 23                   |